# Glorieta de Ofelia Nieto (Sevilla)

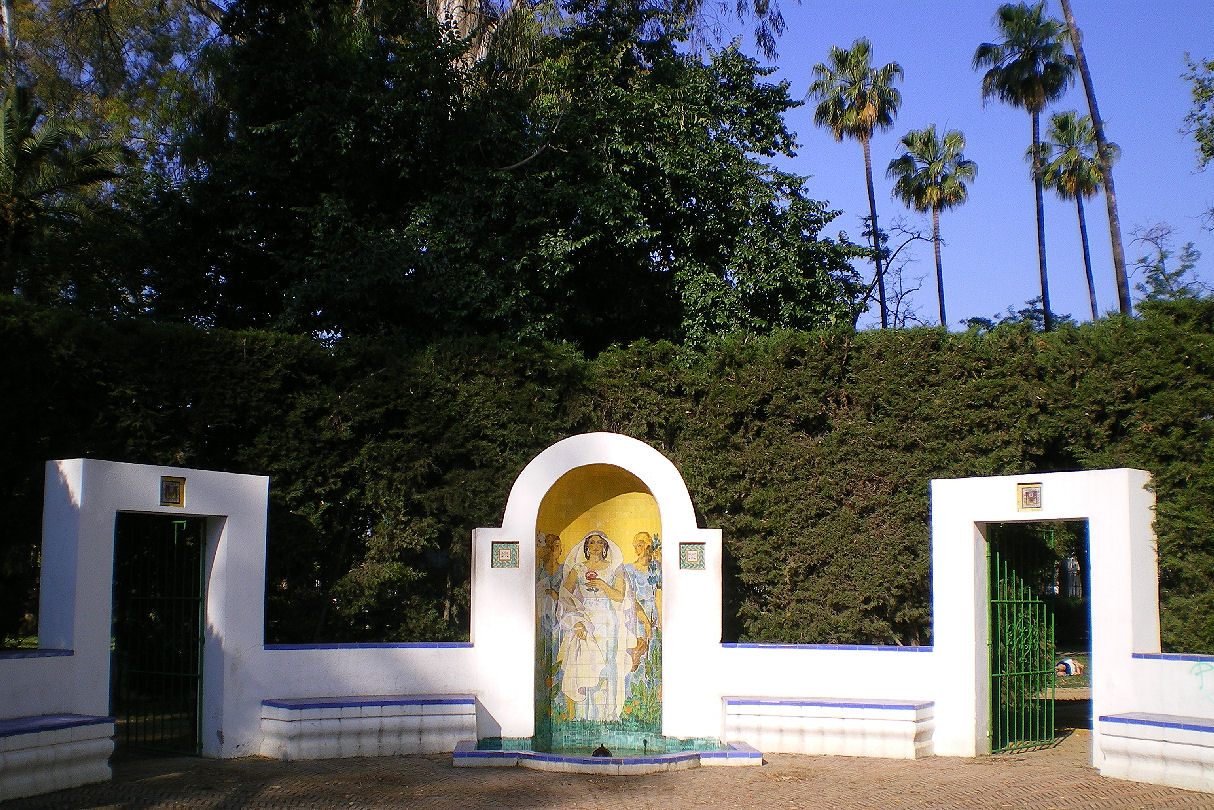
Parque de María Luisa, Sevilla (España). Glorieta de Ofelia Nieto

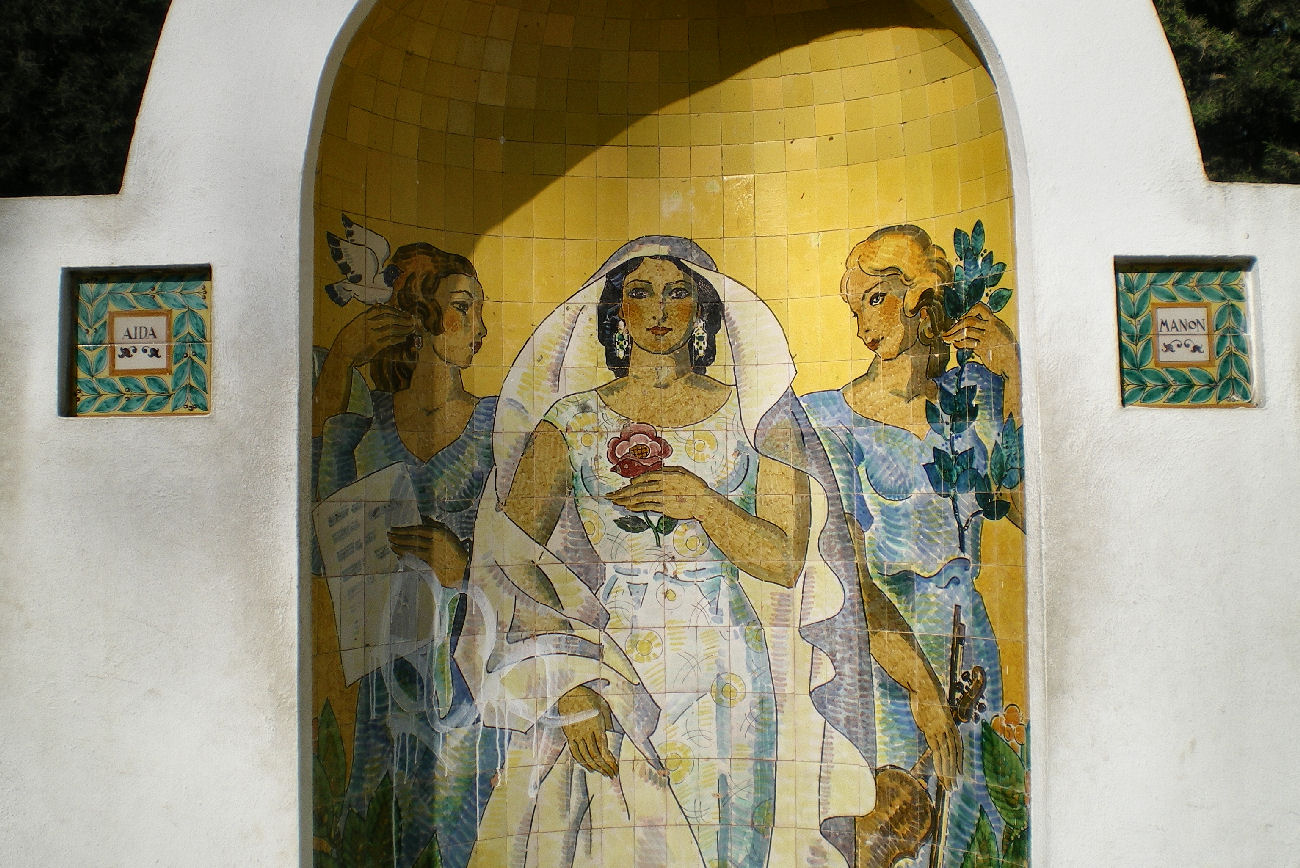
Parque de María Luisa, Sevilla (España). Glorieta de Ofelia Nieto

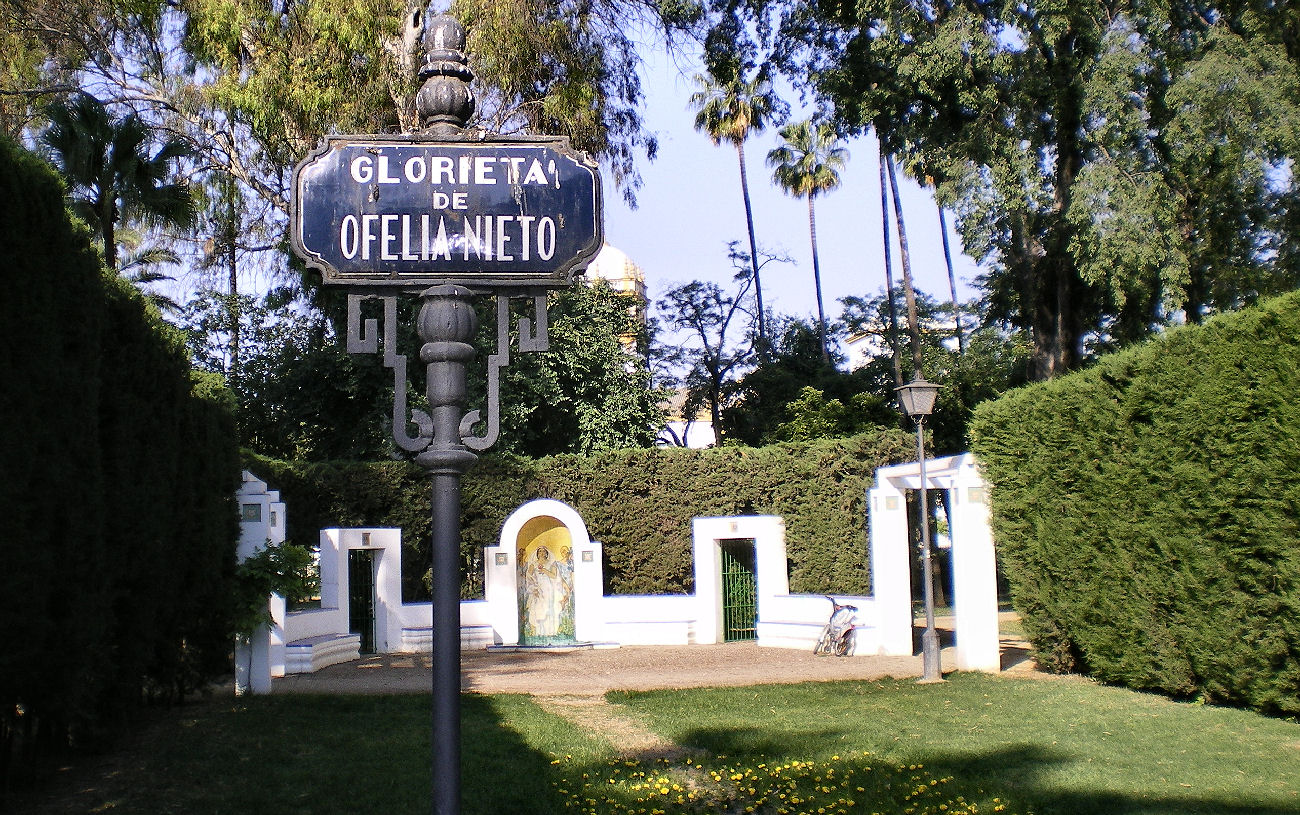
Parque de María Luisa, Sevilla (España). Glorieta de Ofelia Nieto

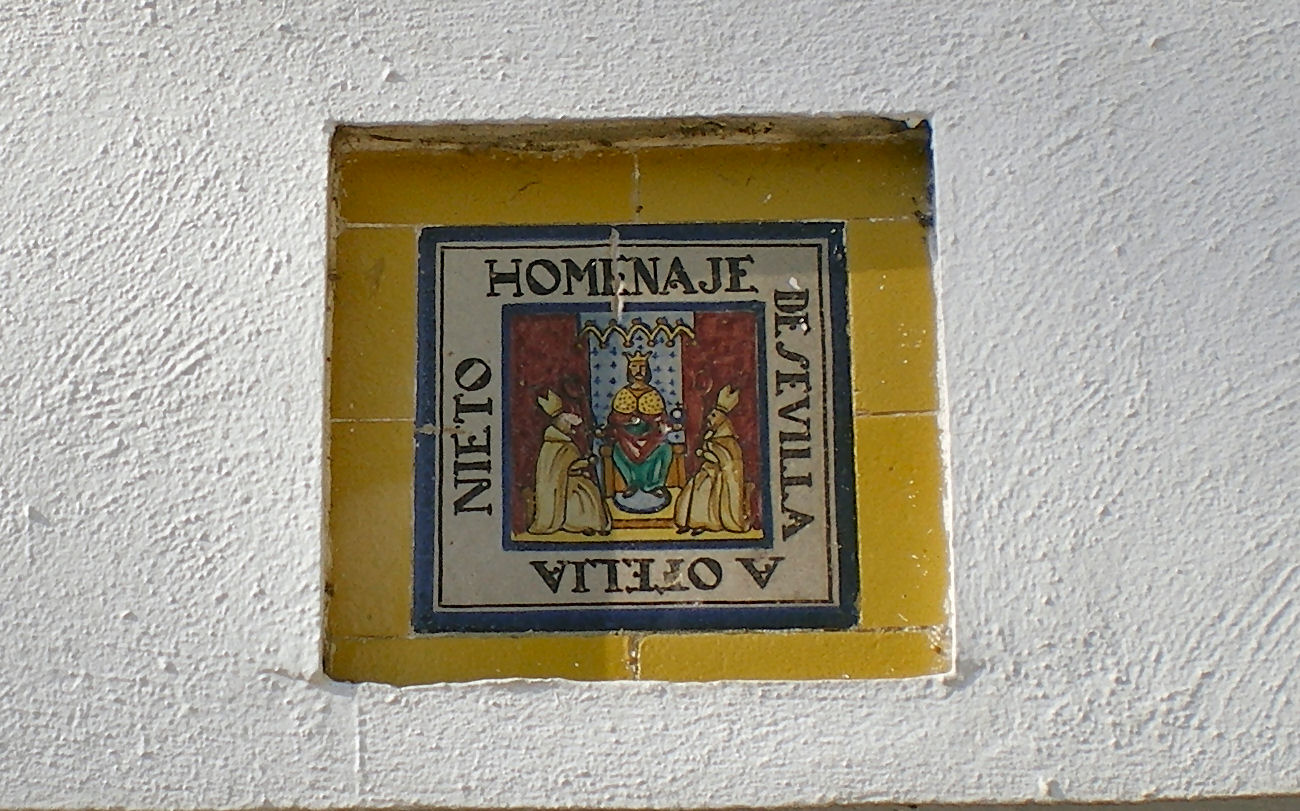
Parque de María Luisa, Sevilla (España). Glorieta de Ofelia Nieto

La glorieta de Ofelia Nieto se ubica en el Parque de María Luisa de Sevilla. Fue inaugurada el domingo 30 de junio de 1935 y está dedicada a la soprano Ofelia Nieto Iglesias.
La diseñó el arquitecto Juan Talavera y Heredia, cuyas obras solían tener un estilo regionalista andaluz. Se encuentra situada dentro del parque, junto a la avenida de Pizarro, cerca de la Glorieta de Doña Sol y del Jardín de los Leones.

## Historia
Ofelia Nieto falleció en Madrid el 22 de mayo de 1931. Veinte días después de su muerte el Ayuntamiento de Sevilla acordó realizar un monumento en su memoria en el Parque de María Luisa. La inauguración tuvo lugar el 30 de junio de 1935. El alcalde Contreras pronunció un emotivo discurso, al que siguió otro del poeta Federo García Sanchís. Al acto asistieron también otras personalidades de la ciudad.

## Descripción
La glorieta se compone de un gran espacio abierto que torna a verde por su sembrado de hierba utilizado por el público para descanso. Es una glorieta de grandes dimensiones que está flanqueada por altos setos de ciprés y adelfas. Terminada en forma semicircular donde figura una pared blanca cuyo centro tiene un hueco donde está expuesta la homenajeada (imagen con tradición que sustenta que cualquier chica que tocase la flor que sostiene, se casaría en un año) que va acompañada por dos figuras alegóricas que representan a la música y al canto, bajo ella hay una fuente y a ambos lados de las figuras, bancos, que tienen a su vez un par de cancelas por las que se puede acceder también al recinto. Por toda la glorieta a cierta altura incluso en las pérgolas se pueden observar pequeños azulejos donde se leen nombres de compositores y óperas.
Su espacio ha sido utilizado para dar conciertos al aire libre.

### Flora
La vegetación que forma parte del entorno está compuesta por un espino majuedo (Crataegus monogyna), washingtonias de tronco fino (Washingtonia robusta), aligustres (Ligustrum japonicum), fotinias (Photinia glabra), almeces (Celtis australis) y árboles del amor (Cercis siliquastrum). Casi a las afueras se localizan entre otros, un fresno (Fraxinus angustifolia), un ailanto (Ailanthus altissima), una morera de papel (Broussonetia papyrifera), pitosporos con porte arbóreo (Pittosporum tobira), un olmo (Ulmus minor), adelfas (Nerium oleander), pica-picas, un arce (Aceraceae), eucaliptos (Eucalyptus), malvaviscos (Althaea officinalis), naranjos, falsas acacias espireas (Robinia pseudoacacia), yucas (Manihot esculenta) y grupos de justicia (Justicia adhatoda), que antes era frecuente verla en jardines sevillanos, procede de la India, es de flores muy vistosas en forma de racimos de color blanco. También hay letanías (Livistona chinensis) y una palmera monoica (el mismo individuo tiene ambos sexos) originaria de China.

## Galería de imágenes

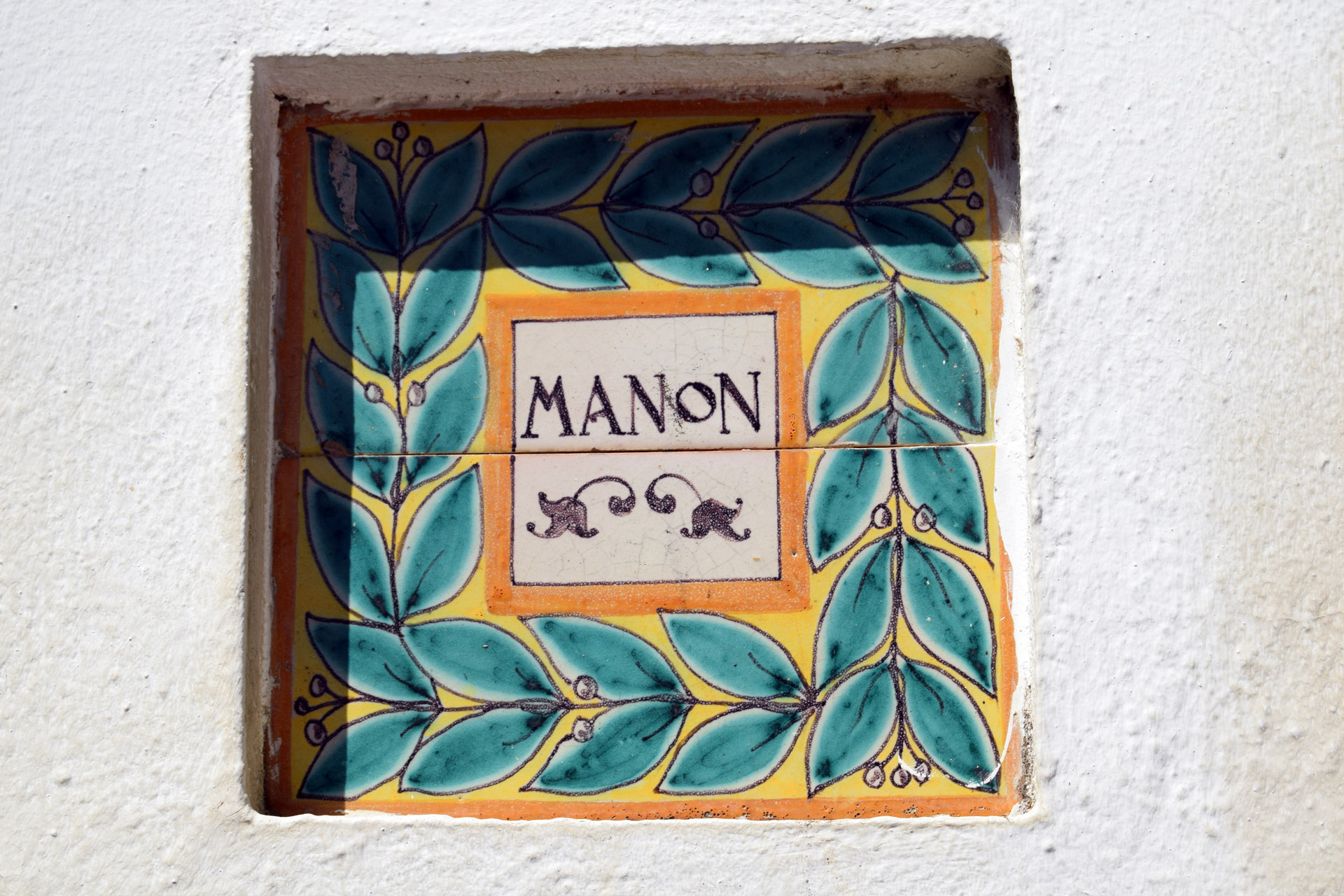
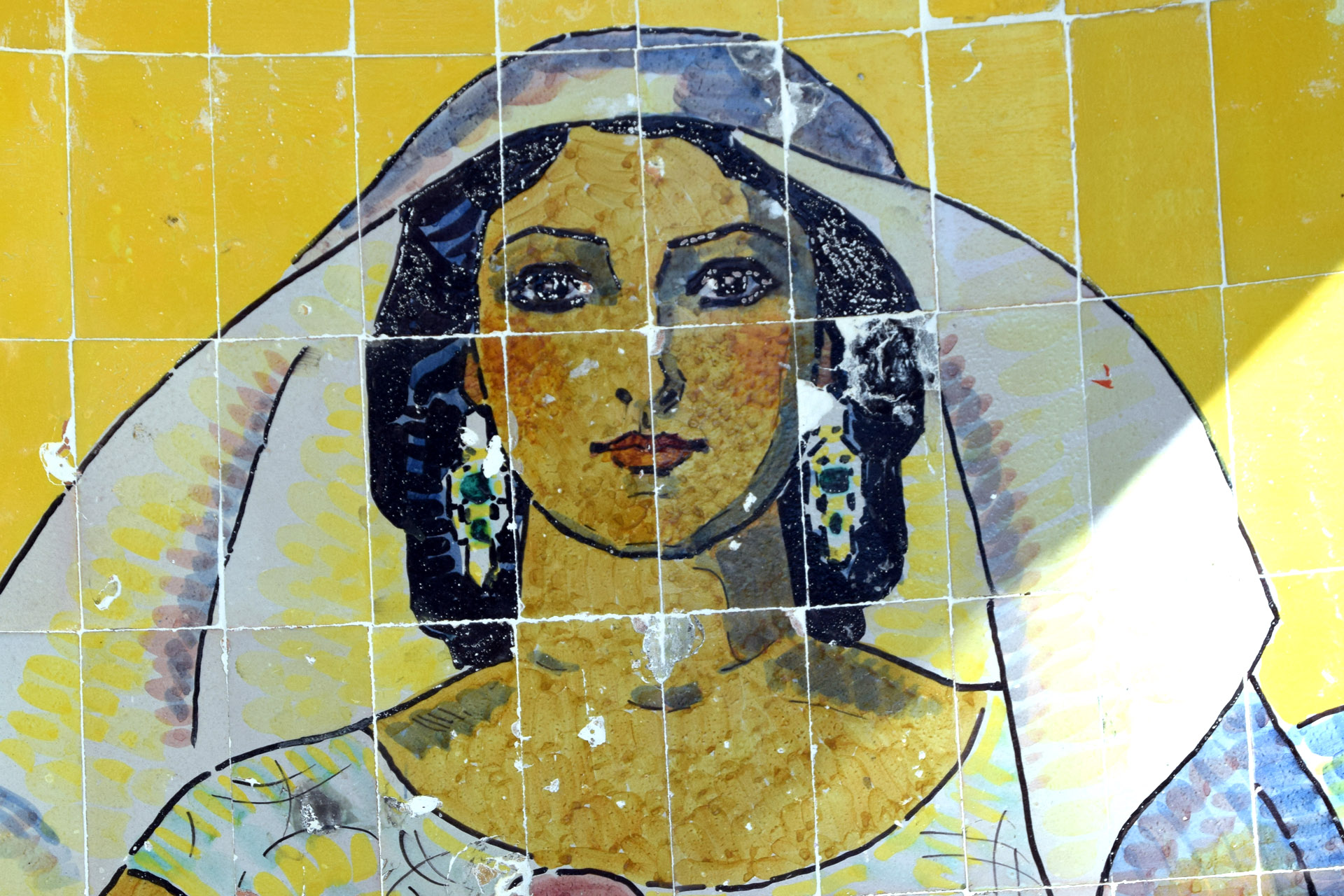
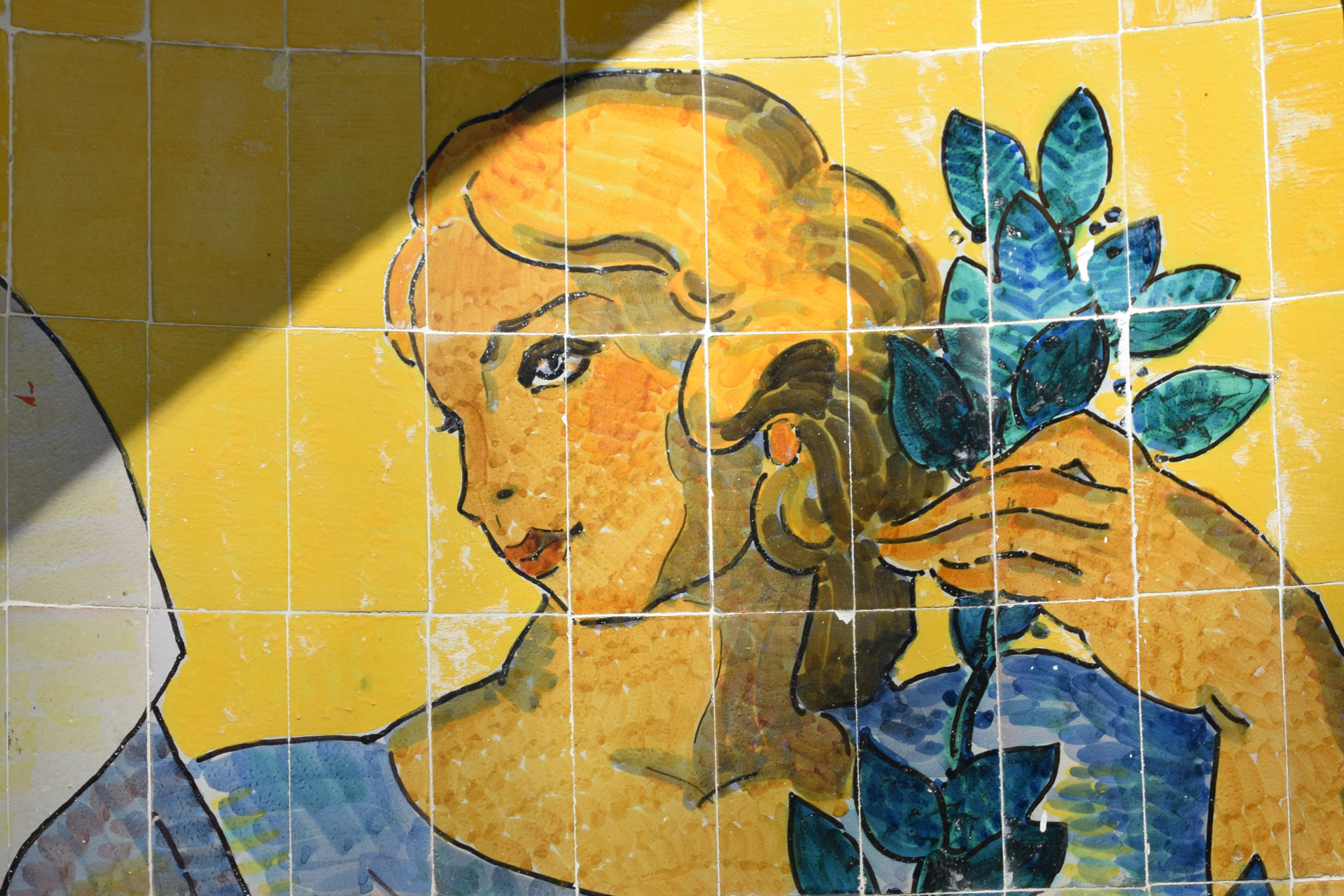
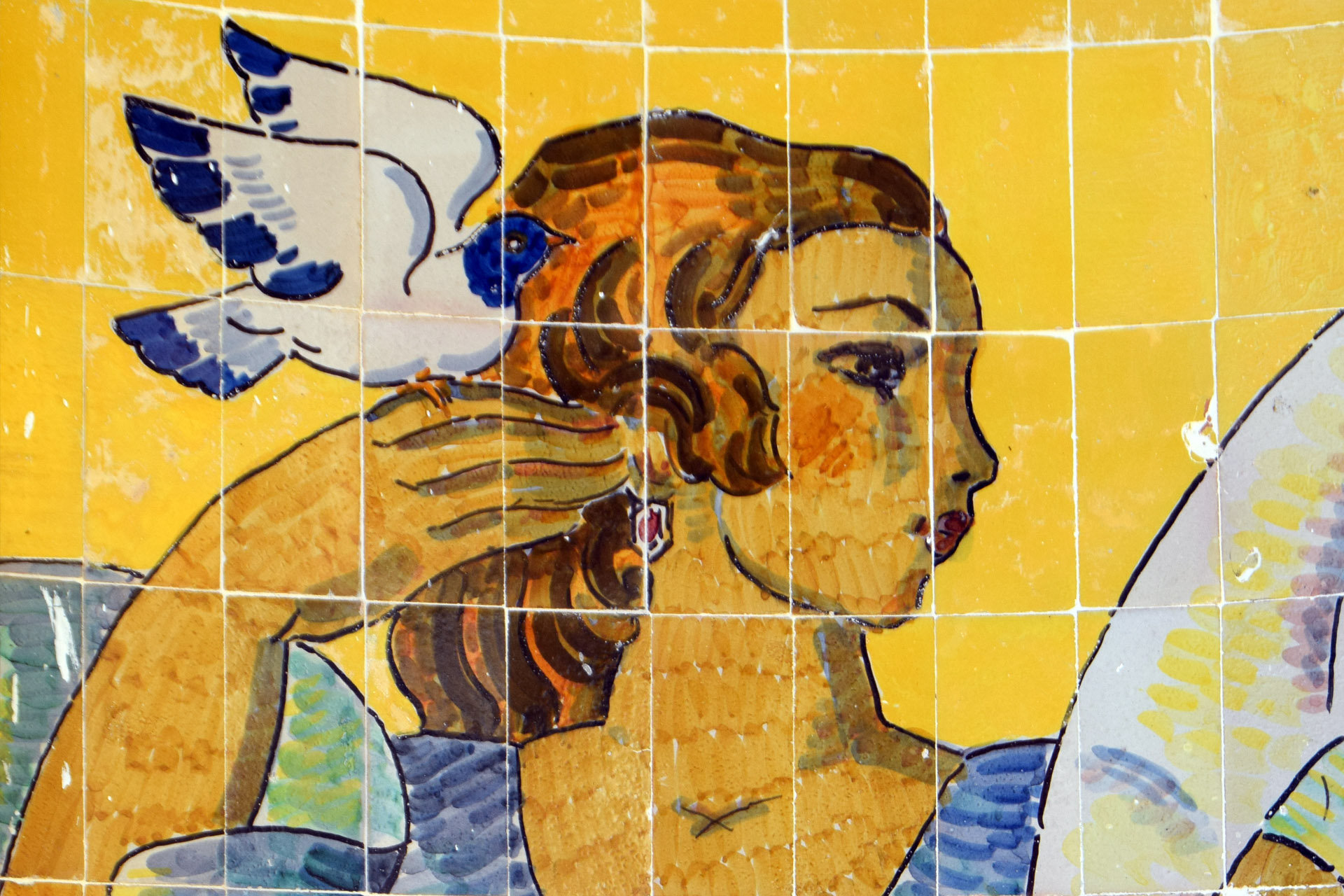